# Steel Meets Steel - Ten Years of Glory
Steel Meets Steel - Ten Years of Glory è una raccolta del gruppo musicale heavy metal svedese HammerFall, pubblicata nel 2007 dalla Nuclear Blast.

## Il disco
Realizzata in occasione dei 10 anni dall'uscita del loro primo album, Glory to the Brave.
La raccolta è costituita da due dischi contenenti i loro brani più noti rimasterizzati, posti cronologicamente dopo i primi due inediti: The Abyss (strumentale) e Last Man Standing (il singolo di lancio). In aggiunta vi sono la ri-registrazione del brano eponimo HammerFall (e relativo videoclip) e, per ultimi, un altro inedito (Restless Soul) e due pezzi registrati dal vivo nel 1998 durante il tour di supporto al primo album in studio.

## Tracce

### CD 1
1. The Abyss (Strumentale) (02:03)
2. Last Man Standing (04:20)
3. HammerFall v2.0.07 (04:46)
4. The Dragon Lies Bleeding (04:22)
5. Steel Meets Steel (04:02)
6. Glory to the Brave (07:20)
7. Heeding the Call (04:29)
8. At the End of the Rainbow (04:04)
9. Legacy of Kings (04:11)
10. Let the Hammer Fall (Live) (05:51)
11. Templars of Steel (05:24)
12. Renegade (04:21)
13. Always Will Be (04:29)
14. Keep the Flame Burning (04:39)
15. Riders of the Storm (04:34)

### CD 2
1. Hearts on Fire (03:51)
2. Crimson Thunder (05:05)
3. Hero's Return (05:22)
4. Blood Bound (03:49)
5. Secrets (06:06)
6. Fury of the Wild (04:44)
7. Never, Ever (04:05)
8. Threshold (04:45)
9. Natural High (04:15)
10. Dark Wings, Dark Words (05:02)
11. The Fire Burns Forever (03:22)
12. Restless Soul (5:28)
13. The Metal Age (Live) (04:27)
14. Stone Cold (Live) (04:35)
15. HammerFall v.2.0.07 (Video)